# Krawędź grafu
Krawędź grafu jest to para (zbiór dwuelementowy) wyróżnionych wierzchołków grafu, czyli takich, które są ze sobą połączone (sąsiednie). W reprezentacji graficznej jest to linia łącząca te wierzchołki. W szczególności krawędź może łączyć z sobą jeden wierzchołek (traktowany jako jej dwa końce) i jest wówczas nazywana pętlą. Krawędź skierowaną, czyli będącą parą uporządkowaną wierzchołków, nazywamy łukiem. Ponadto krawędziom mogą być przypisane wartości – wagi, mówimy wtedy o grafie ważonym.